# Leopold Barschandt
Leopold Barschandt (né le 12 août 1925 - mort le 5 octobre 2000) était un footballeur international autrichien. Il évoluait au poste de défenseur.

## Carrière

### Club
- 1945-1948 :  SPC Helfort Wien
- 1948-1950 :  SC Gaswerk Wien
- 1950-1960 :  Wiener Sport-Club
- 1960-1963 :  SV Stickstoff Linz

### Équipe nationale
- 23 sélections et 1 but avec l'Autriche entre 1954 et 1960.

## Palmarès
- Championnat d'Autriche (2) :
  - Vainqueur : 1958, 1959